# Дуглас (Оклахома)
Дуглас (англ. Douglas) — місто (англ. town) в США, в окрузі Гарфілд штату Оклахома. Населення — 51 особа (2020).

## Географія
Дуглас розташований за координатами 36°15′37″ пн. ш. 97°40′3″ зх. д. / 36.26028° пн. ш. 97.66750° зх. д. (36.260411, -97.667491).  За даними Бюро перепису населення США в 2010 році місто мало площу 0,39 км², уся площа — суходіл.

### Клімат
| Клімат : Дуглас         | Клімат : Дуглас | Клімат : Дуглас | Клімат : Дуглас | Клімат : Дуглас | Клімат : Дуглас | Клімат : Дуглас | Клімат : Дуглас | Клімат : Дуглас | Клімат : Дуглас | Клімат : Дуглас | Клімат : Дуглас | Клімат : Дуглас        | Клімат : Дуглас |
| Показник                | Січ.            | Лют.            | Бер.            | Квіт.           | Трав.           | Черв.           | Лип.            | Серп.           | Вер.            | Жовт.           | Лист.           | Груд.                  | Рік             |
| Абсолютний максимум, °C | 28,9            | 33,3            | 37,8            | 35,6            | 38,9            | 43,3            | 46,1            | 47,8            | 42,8            | 37,8            | 33,3            | 29,4                   | 47,8            |
| Середній максимум, °C   | 8,9             | 11,1            | 16,7            | 22,2            | 26,7            | 32,2            | 35,0            | 35,0            | 30,6            | 23,9            | 16,1            | 10,0                   | 22,4            |
| Середній мінімум, °C    | −3,9            | −2,2            | 2,8             | 8,3             | 13,3            | 18,9            | 21,1            | 20,6            | 16,1            | 10,0            | 2,8             | −2,2                   | 8,8             |
| Абсолютний мінімум, °C  | −25,6           | −28,9           | −7,8            | −2,2            | 6,1             | 10,0            | 7,2             | 1,7             | −8,3            | −12,8           | −20             | {{{Dec record low C}}} | −28,9           |
| Норма опадів, мм        | 28              | 30              | 41              | 79              | 109             | 102             | 69              | 86              | 79              | 66              | 38              | 30                     | 757             |
| Днів з дощем            | 2,9             | 3,1             | 4               | 6,2             | 6,9             | 6,8             | 5,2             | 6,1             | 5,1             | 4,5             | 3               | 3,2                    | 57              |
| Вологість повітря, %    | 69              | 69              | 63              | 62              | 68              | 64              | 61              | 60              | 58              | 61              | 63              | 66                     | 64              |
| ----------------------- | --------------- | --------------- | --------------- | --------------- | --------------- | --------------- | --------------- | --------------- | --------------- | --------------- | --------------- | ---------------------- | --------------- |
| Джерело: weather.com    |                 |                 |                 |                 |                 |                 |                 |                 |                 |                 |                 |                        |                 |

## Демографія
Згідно з переписом 2010 року, у місті мешкали 32 особи в 13 домогосподарствах у складі 8 родин. Густота населення становила 82 особи/км².  Було 16 помешкань (41/км²).
Расовий склад населення:
| - 78,1 % — білих - 6,3 % — корінних американців |

До двох чи більше рас належало 15,6 %. Частка іспаномовних становила 3,1 % від усіх жителів.
За віковим діапазоном населення розподілялося таким чином: 31,2 % — особи молодші 18 років, 53,2 % — особи у віці 18—64 років, 15,6 % — особи у віці 65 років та старші. Медіана віку мешканця становила 38,0 року. На 100 осіб жіночої статі у місті припадало 128,6 чоловіків;  на 100 жінок у віці від 18 років та старших — 100,0 чоловіків також старших 18 років.
Цивільне працевлаштоване населення становило 10 осіб. Основні галузі зайнятості: науковці, спеціалісти, менеджери — 50,0 %, транспорт — 10,0 %, публічна адміністрація — 10,0 %.